# Eduard Schläger
Eduard Georg Martin Schläger (* 31. März 1828 in Hameln; † 21. April 1895 in Plauen) war ein deutscher Publizist, Deutschamerikaner von 1850 bis 1871, und ein bekennender Antisemit.

## Leben und Wirken

### Jugend
Eduard Schläger kam als jüngster Sohn des Hauptpastors in Hameln Franz Georg Ferdinand Schläger (1781–1869) und der Katharina M., geb. Röhling, zur Welt. Seine Eltern hatten dreizehn Kinder, von denen fünf beim Tod des Vaters noch am Leben waren: außer Eduard je zwei Töchter und Söhne. Die Brüder Eduards waren August, Kaufmann im Überseehandel, den Kaiser Franz Joseph I. zum österreichischen Konsul auf der westindischen Insel Saint Thomas machte, und Hermann Schläger, der als Politiker im Königreich Hannover und liberaler Abgeordneter des Parlaments wirkte.
Der Gymnasiast schloss sich bereits früh den Aufständischen der 48er-Revolution an. In Hannover, wo er Philologie und Theologie studierte, gründete er am 19. Juli 1849 einen Turnverein, in dem er für radikaldemokratische Ziele zu werben versuchte.

### Aufenthalt in den Vereinigten Staaten
Ende 1849 wanderte Schläger, möglicherweise um polizeilicher Verfolgung zu entgehen, in die Vereinigten Staaten aus. Am 27. Januar 1850 kam er von Bremen auf dem Dampfer Heinrich von Gagern in New Orleans an.
1852 lebte er in Boston. Dort war er am 18. September 1852 Vorsitzender und Sekretär des „Wheelinger Kongresses“ der People’s League, einer Zusammenkunft von Revolutionsanhängern mit insgesamt 16 Vertretern aus Philadelphia, Boston, Indianapolis, Wheeling, Albany, Troy, Pittsburgh und aus London. Die Versammlung gipfelte in der Aufforderung, die US-Regierung möge mit dem Ziel der Ausrufung einer Weltrepublik Europa annektieren.
In dieser Zeit suchte Schläger den Kontakt mit Karl Marx.  Er wollte ihn als Mitarbeiter für die New England Zeitung gewinnen, die er gemeinsam mit den Forty-Eighters Bernhard Domschke und  Philip Wagner, dem Vorsitzenden des Revolutionsvereins in Boston herausgab. Die Zeitung ging allerdings schon 1853 wieder ein.
In Chicago versuchte Schläger, ein eigenes Blatt Der Deutsch-Amerikaner zu gründen, was jedoch scheiterte. Am 16. März 1854 fand auf Schlägers Initiative eine Massenkundgebung gegen die Sklaverei in South Market Hall in Chicago statt. 1855 berief er mutmaßlich eine weitere Wheelinger-Konferenz ein. Am 18. Dezember 1867 war er einer der Organisatoren der in der Farwell Hall tagenden Konferenz von Vertretern verschiedener Einwanderernationen zum Thema Naturalized Citizens. Their Rights in the Countries of Their Birth.
Im Frühjahr 1862 wurden Schläger und der Drucker Fritz Becker als Eigentümer der Daily Union von Franz Brentano, im April 1864 erneut in Chicago wegen Beleidigung verklagt. Später arbeitete Schläger für die Illinois Staats-Zeitung in Chicago, die u. a. Wilhelm Georg Rapp herausgab; in der zweiten Hälfte der 1860er-Jahre bis Dezember 1870 war er Mitherausgeber.

### Rückkehr nach Europa, Heirat und Tod
Nach der Reichsgründung 1871 kehrte Schläger nach Europa zurück und ließ sich in Berlin nieder, wo er am 23. September 1872 Elise Antonie Louise Casper (* 15. April 1824; † 23. April 1903) heiratete, die Tochter des Gerichtsmediziners Johann Ludwig Casper und der Fanny Casper, geb. Robert-Tornow, und somit eine Großnichte von Rahel Varnhagen von Ense.
Das Ehepaar wohnte zunächst im Haus der drei Casper-Töchter in der Bellevuestraße Nr. 16. Eduard Schläger wurde 1875 zum Schriftführer des Berliner Vereins für Reform der Schule gewählt; auf der Versammlung des Deutschen Lehrervereins in Leipzig im selben Jahr hielt er eine Rede. In den Jahren 1878, 1888 und 1892 hielt sich Eduard Schläger zur Kur im erzgebirgischen Wasserheilbad Eichwald auf.
Am 25. September 1880 nahm Schläger am Kongress der Freidenker in London, am  10. April 1881 in Frankfurt am Main teil. Mit DeRobigne Mortimer Bennett (1818–1882), dem amerikanischen Freidenker und Herausgeber der Zeitschrift The Truth Seeker, war Schläger befreundet und stellte ihm bei dessen Berlin-Besuch Bruno Bauer in Rixdorf vor. 1882 verfasste Schläger für Ernst Schmeitzner, den Verleger Bauers und Mitgründer der Allgemeinen Vereinigung zur Bekämpfung des Judenthums eine Biographie Bruno Bauers, aus dessen Nachlass er Autographen besaß.
1892 zogen die Schlägers nach Dresden. War sein Vater, der Hamelner Hauptpastor, noch für die bürgerliche Gleichstellung der Juden eingetreten (wenn auch lediglich im Sinne einer Assimilation an die christliche Mehrheitsgesellschaft), so arbeitete Eduard Schläger nun  für antisemitische Zeitschriften. Zu diesen gehörte die Die Deutsche Wacht der Antisemitenliga von Wilhelm Marr – Schläger wurde Gründungsaktionär der gleichnamigen Aktiengesellschaft und Aufsichtsratsmitglied – und Das deutsche Volksblatt, dessen Inseratenteil die Aufforderung „Kauft nur bei Christen“ enthielt. Er war zudem Mitverfasser des Programms der Deutsch-Sozialen Reformpartei, die am 7. Oktober 1894 in Eisenach gegründet wurde.
Schläger wurde ein glühender Bewunderer von Richard Wagner und schrieb deutschnational-antisemitische Artikel für die Bayreuther Blätter. Wagners Parsifal suchte er in deutscher, und für die wachsende Schar der Wagnerianer in Großbritannien auch in englischer Sprache als höchsten Ausdruck der „Germano-Christian civilisation“ zu kommentieren.
Spätestens 1893 hatte sich das Paar getrennt. Elise Schläger lebte laut Adressverzeichnis wieder mit ihren Schwestern Pauline und Clara Casper zusammen im Berliner Elternhaus, während Eduard Schläger in Dresden in der Ludwig-Richter-Str. 2 wohnte. In diesem Jahr wurde er als Unterstützer der Städtischen Bibliothek genannt.
Am 21. April 1895 erlag Schläger in Plauen einem Herzschlag. Ein Nachruf im Deutschen Volksblatt bezeichnete ihn als einen der „eifrigsten und geistvollsten Vorkämpfer der antisemitischen und nationalen Bewegung“ und schloss: „Alle, die den wackeren Mann kannten, wie die große antisemitische Partei überhaupt, werden ihm ein ehrendes Andenken bewahren.“

## Schriften
- (Mit Eugen Seeger:) Chicago. Entwickelung, Zerstörung und Wiederaufbau der Wunderstadt. Selbstverlag Chicago 1872 (Web-Ressource).
- Der Held des Chicagoer Brandes. In: Die Gartenlaube. Heft 23, 1873, S. 371–374 (Volltext [Wikisource]).
- Die sociale und politische Stellung der Deutschen in den Vereinigten Staaten. Ein Beitrag zu der Geschichte des Deutsch-Amerikanerthums der letzten 25 Jahre. Puttkammer & Mühlbrecht, Berlin 1874 (Web-Ressource).
- [Reisebrief aus Eichwald bei Teplitz.] In: Mehr Licht! Eine deutsche Wochenschrift für Literatur und Kunst Jg. 1 (1878/1879), Nr. 47.[29]
- Bruno Bauer und seine Werke. In: Schmeitzner’s Internationale Monatsschrift. Zeitschrift für allgemeine und nationale Kultur und deren Litteratur Jg. 1 (1882), H. 6, S. 377–400 (eingeschränkte Vorschau in der google-Buchsuche).
- Die Bedeutung des Wagner’schen Parsifal in und für unsere Zeit; dass. englisch: The significance of Wagner’s Parsifal in and for our times. J. J. C. Bruns’ Verlag, Minden (Westfalen) 1884 (Web-Ressource)